# Tidan
Den här artikeln handlar om ån. För tätorten, se Tidan (tätort).
Tidan är en å i östra Västergötland, vars längd är 187 kilometer inklusive källflöden. Vid mynningen är medelvattenföringen 19,7 m³/s samt medelhögvattenföringen 95 m³/s. Avrinningsområdet är 2 230 km².
Tidan är en av ganska få svenska åar som rinner norrut. Den har sin källa i Strängseredssjön mellan Ulricehamn och Bottnaryd, passerar den långsmala sjön Stråken vid Sandhem och fortsätter norrut genom ett sjöfattigt landskap förbi samhällena Tidaholm, Tibro, Tidan, sjön Östen, samhällena Tidavad och Ullervad samt mynnar i Vänern vid Mariestad där Tidan var tänkt som färdled längs en del av sträckan.
På grund av de många vattenfallen och begränsad vattenföring har någon trafik inte förekommit på ån. 1633 beordrade Axel Oxenstierna lantmätaren Olof Träsk att undersöka möjligheten att skapa en farled mellan Mariestad och Vättern utmed Tidan.

## Tidansbiflöden
- Ösan är Tidans största biflöde.
- Kräftån avvattnar sjöarna Vristulven och Lången.
- Djuran rinner bland annat genom Värsås socken.
- Lillån rinner bland annat genom Korsberga socken.
- Yan rinner bland annat genom Fröjereds socken och Daretorps socken.

## Djurliv
Enligt Fiskeriverket leker den rödlistade fisken asp i de nedre delarna av Tidan. En fisk som är relativt vanlig i Tidan är färna. Innan kräftpesten drabbade ån i början av 1970-talet var Tidan rik på flodkräfta. Man har senare planterat i signalkräfta i ån, som nu återigen är rik på kräftor. I Tidaholm firas "Kräftans Dag" varje år i augusti.

## Galleri

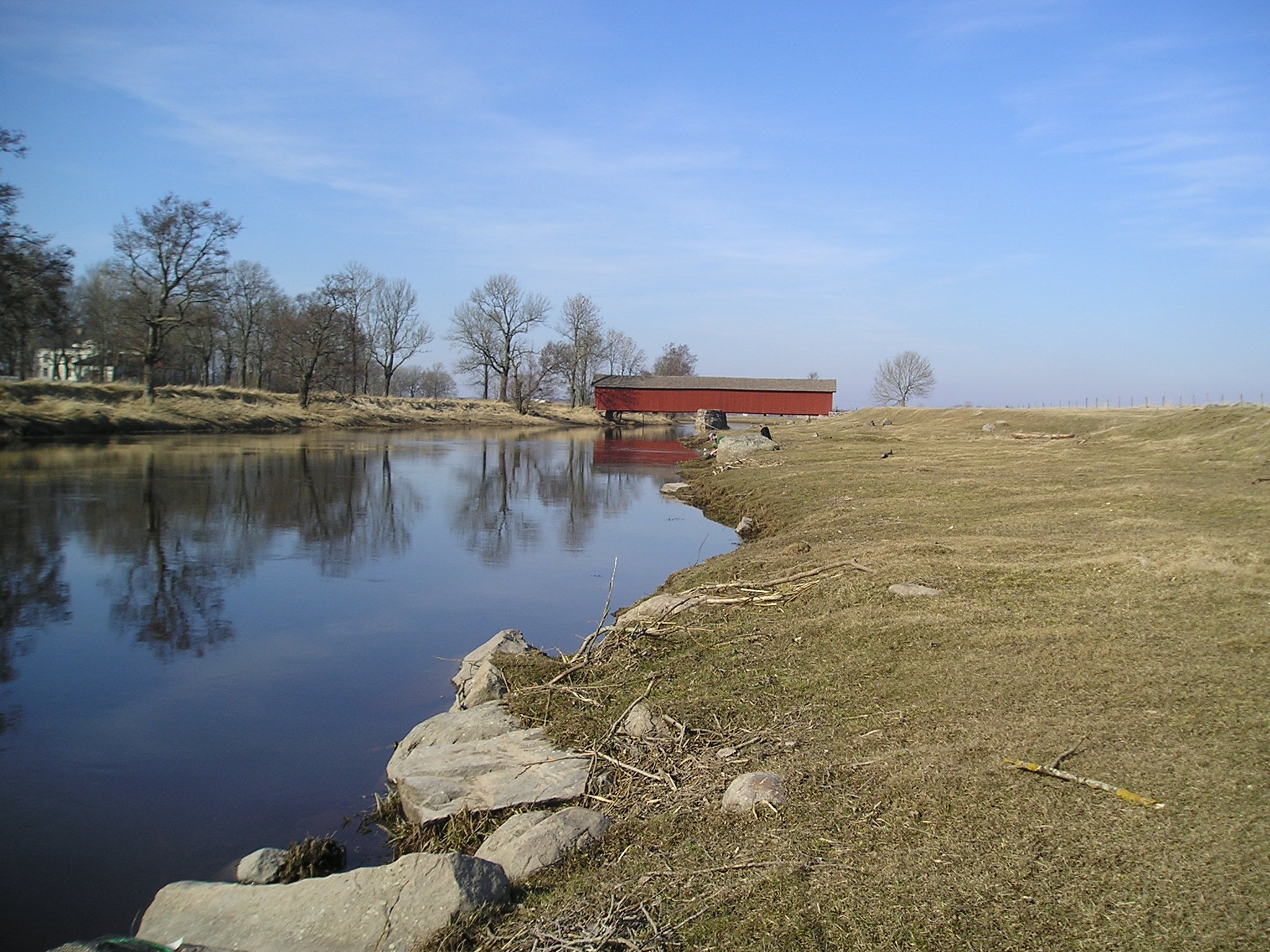
Tidan vid Vaholms brohus.
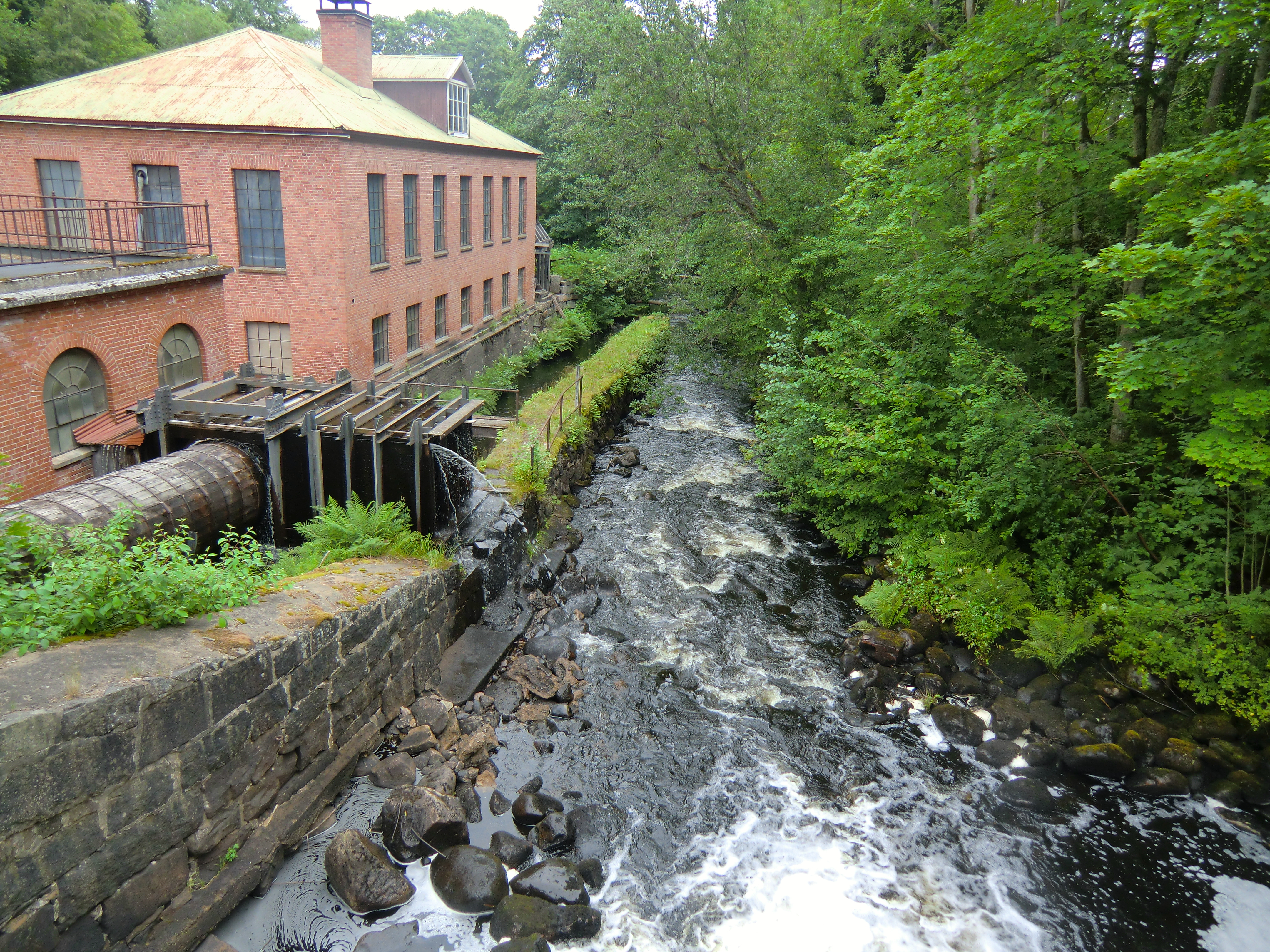
Tidan vid Ryfors, uppströms sjön Stråken i Mullsjö kommun.
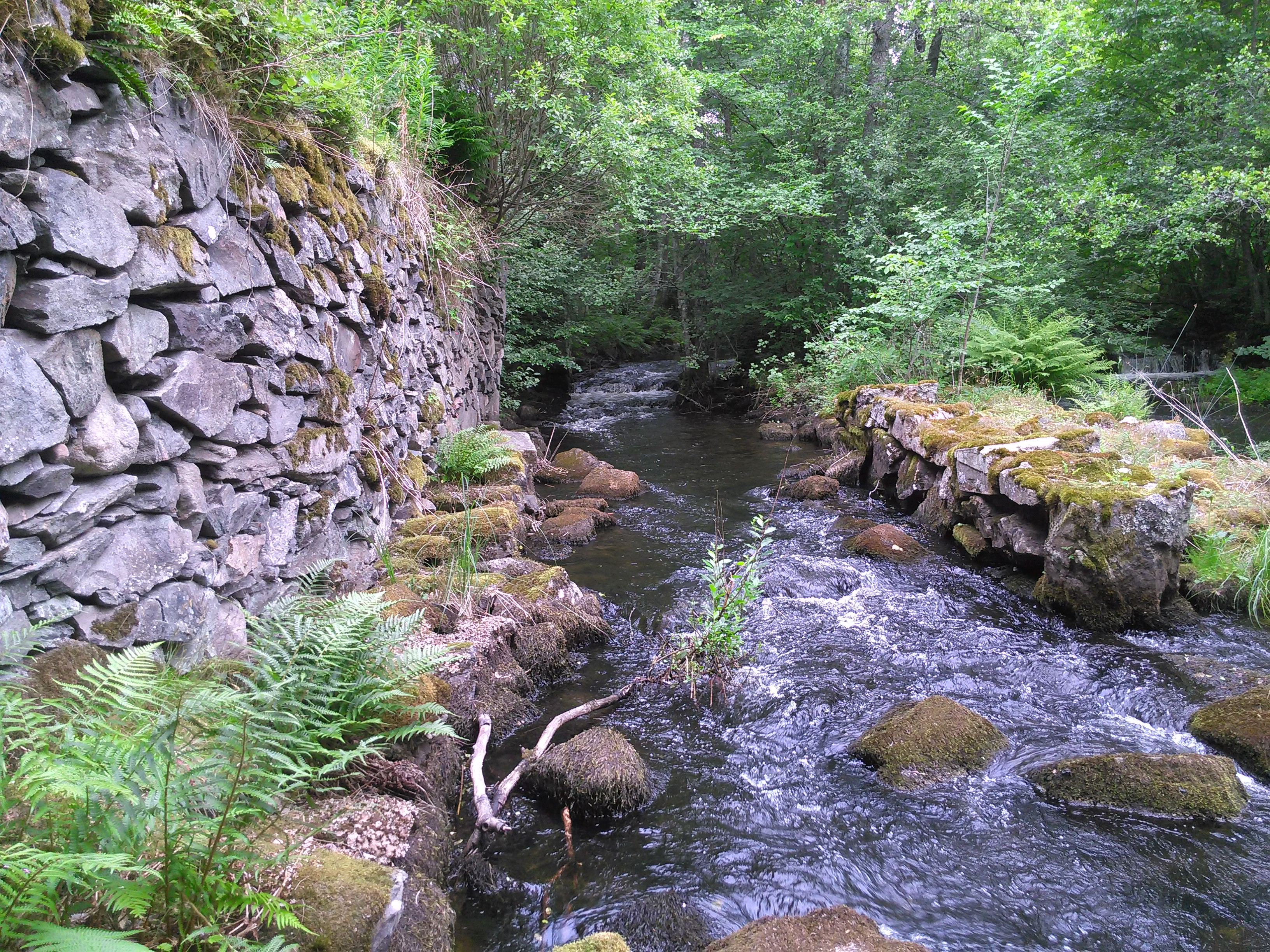
Vid Nyckelås naturreservat mellan Nässjön och Brängen.